# Sambalpur (Distrikt)
Der Distrikt Sambalpur (Oriya ସମ୍ବଲପୁର ଜିଲ୍ଲା Sambalapura Jillā) ist ein Verwaltungsdistrikt im indischen Bundesstaat Odisha.
Im Distrikt lebten im Jahr 2011 1.041.099 Einwohner (935.613 Einwohner 10 Jahre zuvor).
Sitz der Distriktsverwaltung ist die gleichnamige Stadt. Die Fläche beträgt 6.624 km² (nach anderen Angaben 6.702 km²).
Der Distrikt wurde mit der Gründung des Bundesstaates Odisha eingerichtet. Am 1. April 1993 wurden der Distrikt Bargarh und am 1. Januar 1994 die Distrikte Jharsuguda und Debagarh herausgelöst.

## Geographie
Der Distrikt liegt im Westen des Bundesstaates Odisha und grenzt an Distrikte Sundargarh, Debagarh, Angul, Sonapur, Bargarh und Jharsuguda. Im Norden ist Sambalpur hügelig, im Südosten liegt das Plateau von Rairakhol mit seinen Ausläufern. Der Westen zum Fluss Mahanadi hin ist Flachland. Der Distrikt ist zu über der Hälfte bewaldet. Die Temperaturen schwanken zwischen mindestens 11,8 °C im Dezember und bis zu 47 °C im Mai. Der jährliche Niederschlag beträgt etwa 1530 mm, wobei der meiste Regen von Juni bis Oktober durch den Südwest-Monsun beschert wird. Im Nordwesten des Distrikts liegt der Hirakud-Stausee.

## Demographie
Nach dem Zensus aus dem Jahr 2011 war das Geschlechterverhältnis 976 Frauen auf 1000 Männer.
84,35 % der Männer können lesen und schreiben, aber nur 67,93 % der Frauen, insgesamt können 76,22 % der Einwohner lesen und schreiben. Der Großteil der Bewohner (92,61 %) sind Hindus, das Christentum (4,86 %) und der Islam (1,93 %) spielen nur eine untergeordnete Rolle. Gesprochen wird überwiegend Oriya (im Sambalpuri-Dialekt), in Städten auch Hindi, Urdu und Bengalisch, in ländlichen Gebieten auch Lokalsprachen.
Der Distrikt ist überwiegend ländlich geprägt, aber 27,1 % der Einwohner leben in Städten. Über die Hälfte davon lebt in der Hauptstadt des Distrikts.

## Verwaltungsgliederung
Der Distrikt wird in drei Subdivisionen unterteilt: Kuchinda, Rairakhol und Sambalpur.
Zur Dezentralisierung der Verwaltung ist der Distrikt in 9 Blöcke unterteilt:
- Bamra
- Jamankira
- Jujomora
- Kuchinda
- Maneswar
- Naktideul
- Rairakhol
- Rengali
- Sambalpur

Zusätzlich erfolgt eine Gliederung in 9 Tehsils:
- Bamra
- Jamankira
- Jujomora
- Kuchinda
- Maneswar
- Naktideul
- Rairakhol
- Rengali
- Sambalpur

Im Distrikt befinden sich folgende ULBs: die Municipal Corporation Sambalpur sowie die beiden Notified Area Councils (NAC) Kuchinda und Rairakhol.
Außerdem sind 136 Gram Panchayats im Distrikt vorhanden.